# C・J・エレビー
C・J・エレビー（C.J.Elleby）ことチャールズ・ジェームズ・エレビー (Charles James Elleby、2000年6月16日 - )は、アメリカ合衆国、ワシントン州フェデラルウェイ出身のバスケットボール選手。ポジションはシューティングガード、スモールフォワード。

## 来歴

### カレッジ
ワシントン州立大学フレッシュマン時に平均14.7得点7.1リバウンドをマークし、Pac-12のオールフレッシュマンチームに選出された。ヘッドコーチの解任を受け、2019年のNBAドラフトへ向けて宣言するも最終的に撤退して残留することを表明した。同大学史上3番目の速さで通算1000得点を達成するなど、2シーズン主力として活躍。18.4得点7.8リバウンド1.8スティールの成績を残しPac-12ファーストチームに選出された。

### ポートランド・トレイルブレイザーズ(2020-2022)
2020年のNBAドラフトでポートランド・トレイルブレイザーズから全体46位指名を受け2年契約を結んだ。デイミアン・リラードが欠場した2021年2月4日のフィラデルフィア76ers戦で31分間出場し15得点7リバウンドをマークするなどして勝利に貢献した。